# Lichnanthe ursina
Lichnanthe ursina is een keversoort uit de familie Glaphyridae. De wetenschappelijke naam van de soort is voor het eerst geldig gepubliceerd in 1861 door Leconte.